# WorldBox
WorldBox é um jogo sandbox lançado em 2012 pelo desenvolvedor indie Maxim Karpenko. O jogo permite o uso de diferentes elementos para criar, alterar e destruir mundos virtuais. 

## Jogabilidade
As mecânicas principais do jogo é a habilidade de criar mundos, usando ferramentas chamadas de "God Powers" (em português, "Poderes Divinos") provindos do jogo. Eles são divididos em 6 grupos: Criação do Mundo, Civilizações, Criaturas, Natureza e Desastres, Poderes Destrutivos, e Outros Poderes. Quatro criaturas podem criar civilizações: humanos, orcs, elfos e anões. As civilizações conseguem crescer, declarar Guerra para outras e sofrer rebeliões. Os jogadores podem customizar os banners e símbolos dos reinos, formar alianças e clãs, controlar as características das criaturas (humanos, orcs, elfos e anões), e até baixar mundos feitos por outros jogadores, adicionando mais conteúdo ao jogo.

## Escândalo de Plágio em 2020
Em novembro de 2020, Maxim reportou que uma empresa fantasma chamada Stavrio copiou o jogo WorldBox depois dele recusar entregá-lo a eles em uma conferência DevGAMM no ano anterior, e tentou criar uma marca registrada falsa ao jogo. Isso resultou em Maxim tentar fazer o Google Play ter uma ação contra a empresa com a hashtag "#saveworldbox".